# Парламентські вибори у Великій Британії 1966
Парламентські вибори у Великій Британії 1966 року проходили 31 березня на яких переміг чинний прем'єр-міністр Великої Британії Гарольд Вільсон і розцінив їх, як легку перемогу.
Рішення Г.Вільсона про оголошення дострокових виборів лише після 17 місяців діяльності його уряду в 1964 році, було викликане  незначною більшістю з перевагою лише у 4 депутати. Лейбористський уряд повернувся після дострокових виборів з більшістю на 96 місць.

## Особливості кампанії
До парламентських виборів 1966 року, лейбористи отримали незадовільний результат на місцевих виборах у 1965 році. Вони фактично програли їх, зменшивши більшість до 2. Лейбористи проводили кампанію з гаслом: «Ви знаєте, лейбористський уряд працює».
Незабаром після місцевих виборів, сер Алек Дуглас-Гюм був замінений Едвардом Гітом на чолі консервативної партії.
Консерваторам насправді не було часу, щоб підготувати свою кампанію, хоча вона була більш професійною, ніж раніше. Було мало часу для того, щоб Гіт став добре відомий серед громадськості Великої Британії. Адже він очолив партію лише за вісім місяців до виборів.
Для лібералів виникло питання фінансування. Двоє виборів протягом двох років посавили партію в досить скрутне фінансове становище.
Ніч виборів у прямому ефірі на Бі-бі-сі проводили Кліфф Мічелмор, Іен Третговен, Робін Дей, Роберт Маккензі і Девід Батлер. Вибори були відтворені на Бі-бі-сі у 2006 році, присвячені 40-річчю цих подій і знову в 2016 році з нагоди 50-річчя виборів 1966 року.
Хоча Бі-бі-сі вели телерепортаж чорно-білим кольором, втім декілька кольорових телекамер також знаходились у виборчій студії студії телецентру. Це дозволило CBS з Чарльзом Коллінгвудом та NBC з Девідом Брінклі в прямому ефірі вийти зі студії через супутники для своїх вечірніх програмах новин (які були передані об 11:30 вечора у Великій Британії; 6:30 вечора за східним часом).

## Терміни
Прем'єр-Міністр Гарольд Вільсон повідомив 28 лютого, що парламент буде розпущений 10 березня. А дострокові парламентські вибори відбудуться 31 березня. Ключові дати були наступними:
| Четвер 10 Березня    | Розпуск 43-го парламенті і початок офіційної агітації.                                                 |
| Понеділок 21 березня | Останній день подання документів про висунення. 1 707 кандидатів претендували на 630 місць парламенту. |
| Середа 30 березня    | Офіційне закінчення агітації                                                                           |
| Четвер 31 березня    | День голосування                                                                                       |
| П'ятниця 1 квітня    | Лейбористська партія перемагає з поліпшеною більшістю в 96 місць.                                      |
| Понеділок 18 квітня  | Початок роботи 44-го парламенту                                                                        |
| Четвер 21 квітня     | Урочиста церемонія відкриття парламенту                                                                |

## Результати національного опитування громадської думки
Науково-дослідні послуги : 3 % підйом популярності Лейбористської партії (прогноз більшості 101)
Національні опитування громадської думки : 3.5 % підйом популярності Лейбористської партії (прогноз більшості 115)
Геллап : 4.5 % підйом популярності Лейбористської партії (прогноз більшість 150)
Експрес (відомий як Харріс): 7.5 % підйом популярності Лейбористської партії (прогноз більшості перевищує 255)

## Результати
| 364        | 253          | 12  | 1   |
| Лейбористи | Консерватори | Ліб | Про |

| Нова урядова більшість          | 98         |
| Загальне число голосів, поданих | 27,264,747 |
| Явка                            | 75.8 %     |

### Результати голосування
| Найбільше набрали       | Найбільше набрали       | Найбільше набрали | Найбільше набрали | Найбільше набрали |
| ----------------------- | ----------------------- | ----------------- | ----------------- | ----------------- |
|                         |                         |                   |                   |                   |
| Лейбористи              | Лейбористи              |                   | 48.0%             | 48.0%             |
| Консерватори and Allies | Консерватори and Allies |                   | 41.9%             | 41.9%             |
| Ліберали                | Ліберали                |                   | 8.5%              | 8.5%              |
| Незалежні               | Незалежні               |                   | 0.4%              | 0.4%              |
| Інші                    | Інші                    |                   | 1.14%             | 1.14%             |

Зростання підтримки: 2.7 % Лейбористської партії

### Розподіл місць у парламенті
| Parliamentary seats     | Parliamentary seats     | Parliamentary seats | Parliamentary seats | Parliamentary seats |
| ----------------------- | ----------------------- | ------------------- | ------------------- | ------------------- |
|                         |                         |                     |                     |                     |
| Лейбористи              | Лейбористи              |                     | 57.8%               | 57.8%               |
| Консерватори and Allies | Консерватори and Allies |                     | 40.2%               | 40.2%               |
| Ліберали                | Ліберали                |                     | 1.9%                | 1.9%                |
| Інші                    | Інші                    |                     | 0.2%                | 0.2%                |

## Маніфести
- Action Not Words: The New Conservative Programme — 1966 Conservative manifesto.
- Time for Decision — 1966 Labour Party manifesto.
- For All the People: the Liberal Plan of 1966 — 1966 Liberal Party manifesto.